# Piotr Stanisławowicz Abramowicz
Piotr Stanisławowicz Abramowicz herbu Lubicz (zm. 1602) – podstoli lidzki w latach 1589–1602, poseł na sejm w 1600 roku.